# Maidenhead
Maidenhead is een plaats in het bestuurlijke gebied Windsor and Maidenhead, in het Engelse graafschap Berkshire.  Maidenhead heeft ongeveer 60.000 inwoners.

## Beroemde personen uit Maidenhead
- Nicholas Winton

### Geboren
- George Etherege (1635-1692), diplomaat en toneelschrijver
- Hugh Lofting (1886-1947), schrijver en dichter
- Leslie Wormald (1890-1965), roeier
- Tony Trimmer (1943), autocoureur
- Simon Channing-Williams (1945-2009), filmproducent
- Kathy Smith (1948), boogschutter
- Dudley Phillips (1960), jazz- en fusioncontrabassist en basgitarist